# مسابقات جهانی ژیمناستیک هنری ۱۹۷۹
مسابقات جهانی ژیمناستیک هنری ۱۹۷۹ بیستمین دوره مسابقات جهانی ژیمناستیک هنری است که در فورت وورث، ایالات متحده آمریکا از ۳ تا ۹ دسامبر ۱۹۷۹ میلادی برگزار شده است.

## جدول مدال‌ها
| رتبه | کشور                | طلا | نقره | برنز | مجموع |
| ۱    | اتحاد جماهیر شوروی  | ۵   | ۷    | ۵    | ۱۷    |
| ۲    | ایالات متحده آمریکا | ۳   | ۳    | ۲    | ۸     |
| ۳    | رومانی              | ۳   | ۱    | ۳    | ۷     |
| ۴    | آلمان شرقی          | ۲   | ۱    | ۴    | ۷     |
| 5=   | چین                 | ۱   | ۰    | ۰    | ۱     |
| 5=   | چکسلواکی            | ۱   | ۰    | ۰    | ۱     |
| ۷    | ژاپن                | ۰   | ۱    | ۱    | ۲     |